# Lennart Bunke
Lennart Bunke (Höganäs, 1912. április 3. – 1988. augusztus 17.) svéd válogatott labdarúgó.

## Sikerei, díjai
- Helsingborgs IF
  - Svéd első osztály bajnoka: 1932-33, 1933-34